# Công ty Umbrella
Công ty Umbrella là một công ty kỹ nghệ sinh dược phẩm hư cấu xuất hiện trong loạt game kinh dị-sống sót Resident Evil. Khi trò chơi này được chuyển thể thành tác phẩm điện ảnh, công ty Umbrella tiếp tục xuất hiện trong sáu tập phim Resident Evil, Resident Evil: Apocalypse, Resident Evil: Extinction, Resident Evil: Afterlife, Resident Evil: Retribution và Resident Evil: The Final Chapter.
Công ty Umbrella được biết đến như một tổ chức phát triển các sản phẩm sinh học như công nghệ sinh học, dược phẩm, thiết bị y khoa, an ninh bảo mật và vũ khí sinh hóa học. Bên cạnh đó, Umbrella cũng phát triển các điệp vụ bí mật liên quan đến công nghệ gen ứng dụng và vũ khí sinh học nhằm mục đích kiểm soát và vận hành. Dù vậy công ty vẫn phát triển nhiều sản phẩm dành cho công chúng như sản xuất mỹ phẩm và một số sản phẩm tiêu dùng khác.
Ngoài ra, Umbrella sở hữu một vài công ty con với các dịch vụ an ninh thông qua việc cung cấp các hoạt động như giải cứu khẩn, thâm nhập hay các hình thức bán quân sự khác mà chủ yếu là bảo vệ các tài sản của mình và các nhân viên quan trọng.

## Lịch sử Umbrella

### Thành lập
Umbrella được thành lập bởi Bá tước Ozwell E. Spencer vào 1968, cùng đồng sáng lập là Tiến sĩ James Marcus và Ngài Bá tước Edward Ashford. Cả ba người bị thôi thúc bởi khả năng ứng dụng tiềm ẩn của Progenitor Virus, được khám phá từ Ebola Virus.
Sau khi Ashford mất vào năm 1968, Spencer tiếp tục công việc điều hành công ty thêm 30 năm nữa và sắp xếp cho Marcus điều hành khu nhà máy ở Raccoon City. Không lâu sau đó, Umbrella tiến hành nghiên cứu T-Virus cho mục đích chế tạo vũ khí sinh học, điển hình là Ký sinh Nemesis, qua đó khu vực nghiên cứu và khu huấn luyện Arklay trở thành nơi được biết đến nhiều nhất. Tuy nhiên qua lời của Albert Wesker thì hiệu quả ứng dụng của T-Virus cho mục đích quân sự có vẻ như không bao giờ có thể bù đắp được chi phí đã bỏ ra. Một chi tiết khác cũng được nhắc đến là Khu phức hợp Arklay dường như được đặt ở một nơi để phục vụ cho việc thử nghiệm khả năng lây nhiễm trong trường hợp T-Virus bị mất khả năng kiểm soát.
Sau đó Spencer dần mất niềm tin nơi Marcus, lo sợ rằng các nghiên cứu của Marcus có thể làm tổn hại đến vai trò của mình trên cương vị là người chủ chốt của Umbrella. Spencer ngầm xếp đặt cho Wesker và William Birkin ám sát Marcus. Birkin cũng tiếp nhận luôn các nghiên cứu của Marcus còn dang dở.

### Sự cố
Tuy vậy muời năm sau khi Marcus bị ám sát, một tai họa đã giáng xuống Umbrella. Mặc dù bị giết chết nhưng Marcus giờ đã sống lại nhờ vào một sản phẩm nghiên cứu của mình trước khi chết và lần này sẽ báo thù Spencer bằng cách phóng thích T-Virus vào khu nghiên cứu Arklay làm lây nhiễm Zombie cho tất cả nhân viên. Sau đó, sự kiện này dẫn đến việc làm Umbrella mất kiểm soát khu phức hợp này và các bệnh phẩm bị rò rĩ ra khu vực bên ngoài.
Birkin và Wesker dùng việc này như là lý do cho kế hoạch rời bỏ Umbrella, cùng với các kế hoạch nghiên cứu. Wesker, là một cựu nhân viên của đội đặc nhiệm S.T.A.R.S. hai năm trước, sắp đặt kế hoạch nhằm đưa các thành viên còn lại tiếp nhận các dữ liệu quan trọng trong đó có cả những thứ liên quan đến vũ khí sinh học BOW tại khu nghiên cứu Spencer Mansion. Đội đặc nhiệm đầu tiên được triển khai là Bravo Team cùng sự tham gia của hai thành viên Rebecca Chamber và Billy Coen mà kết quả là kế hoạch trả thù của James Marcus không thể đi xa hơn Khu vực huấn luyện Arklay cũng như sự phá hủy của khu nghiên cứu ngay sau đó.
Cuộc triển khai tiếp theo của Alpha Team cũng bị thiệt hại nặng nề với cao trào là sự xuất hiện của sản phẩm vũ khí sinh học mới nhất của Umbrella, Tyran. Điều nằm ngoài dự tính của Wesker là sự xuất sắc của S.T.A.R.S. đã đánh bại sản phẩm này cũng như bản thân khu nghiên cứu.
Sau sự cố Arklay, Wesker buộc phải giấu mặt một thời gian để quan sát động tĩnh xa hơn của hai phía và Ada Wong được dùng vào việc này. Ada Wong, một phụ nữ tự nhận là bạn gái của John, quản lý chính khu thí nghiệm Arklay, trong đó việc lấy kết quả thí nghiệm mới nhất về G-Virus, chủng loại virus mới nhất dùng cho việc sản xuất vũ khí sinh học được Birkin tổng hợp thành công sau nhiều năm dài nghiên cứu kể từ khi tiếp nhận công trình này của Marcus. Với kết quả này có vẻ như Birkin muốn dùng cho việc tranh cử vào ban giám đốc, tuy vậy Birkin từ chối trao thành tựu này cho Umbrella.
Sau đó một đơn vị bán quân sự được điều tới nhằm chiếm đoạt G-Virus từ Birkin. Dù bị thương nặng và G-Virus đã nằm trong tay của Umbrella nhưng Birkin đã dùng virus này với cơ thể như sự kháng cự cuối cùng.
Biến cố này được xem như nguyên nhân của việc T-Virus tấn công Raccoon City. Khác với tai nạn Arklay, vốn được Umbrella khỏa lấp bằng cách dùng các ảnh hưởng chính trị cũng như về kinh tế của mình, giờ đây với mức độ lây lan của T-Virus với cả thành phố, tình thế đã nằm ngoài tầm kiểm soát, ngay cả với Umbrella

### Sụp đổ
Số phận Umbrella dường như đã được định đoạt khi thất bại trong việc kiểm soát tình hình của Raccoon City. Một giải pháp triệt để đã được chính quyền liên bang Hoa Kỳ đưa ra, Kế hoạch ‘Code XX’ được phê chuẩn, Raccoon City được tiếp cận bằng vũ khí hạt nhân.
Mặc dù số phận Umbrella dường như không còn cơ hội cứu vãn, song Ozwell E. Spencer tận dụng mọi nguồn lực tài chính với nỗ lực trì hoãn khả năng thực thi luật pháp của chính quyền liên bang. Do hầu như mọi chứng cứ phục vụ cho công việc điều tra về Umbrella đã bị xoá cùng với vụ nổ hạt nhân, Umbrella có vẻ như sẽ tránh khỏi những rắc rối với pháp luật. Một số nhân chứng như Yoko Suzuki được triệu tập cho việc điều tra Umbrella, song một lần nữa công ty lại thành công trong việc từ chối trách nhiệm trước pháp luật.
Công việc điều tra nghiêm túc về hoạt động của Umbrella được tiến hành không lâu sau tai nạn Raccoon City. Cùng với sự niêm phong về tài chính, một số tai nạn như ở Sheena Island, cụ thể là Vincent Goldman, một thành viên chủ chốt được phân công về đây đã dùng T-Virus nhằm che đậy một số việc làm đen tối của mình mà chưa được phép của ban giám đốc Umbrella. Tuy nhiên, Leon S. Kenedy, một trong số người sống sót sau sự kiện Raccoon City đã ngăn chặn thành công kế hoạch của Goldman, bao gồm cả việc tiêu diệt Goldman cùng chủng Tyran mới, Hypnos T-Type. Cùng với Leon, Thompson và hai đứa trẻ địa phương là những người sống sót sau đó.
Bên cạnh đó, việc thâm nhập vào khu nghiên cứu của Umbrella đặt tại Paris để tìm anh trai của Claire Redfield, vốn sống sót sau sự cố Raccoon City, em gái của một thành viên S.T.A.R.S., Chris Redfield đưa đến việc Claire bị bắt giữ và sau đó được chuyển đến phân khu Umbrella ở Rockfort Island. Chứng kiến việc Albert Wesker tấn công khu vực Rockfort để tìm kiếm T-Veronica Virus, một dạng khác của T-Virus được cháu của Edward Ashfort nghiên cứu và phát triển, Claire Redfield sau đó bị giữ chân ở khu thí nghiệm South Pole trong khi tìm các thoát khỏi Rockfort Island. Tại đây Claire cùng anh trai chạm trán với Alexia Ashfort thức dậy sau cuộc thí nghiệm T-Veronica Virus mười lăm năm trước, sau đó Alexia thất bại với dự định của mình. Claire và Chris thoát khỏi đây cùng sự phá hủy của South Pole Facility.

### Kết thúc
Do nhiều loạt bê bối liên tục kéo đến cùng nhiều rắc rối liên quan đến phương diện pháp lý, giá trị cổ phiếu của Umbrella liên tục lâm vào tình trạng ảm đạm. Đến đẩu thế kỷ 21, sự sụp đổ của Umbrella chỉ còn là vấn đề thời gian. Tuy vậy phải mất thêm năm năm sau đó với sự thâm nhập vào trụ sở cuối của Umbrella được đặt ở một vùng thuộc nam nước Nga của Christ Redfield và Jill Valentine và tất nhiên, Albert Wesker, Umbrella cuối cùng phải chấm dứt vai trò của nó, cũng như ông chủ của nó, Ozwell E. Spencer.

## Khẩu hiệu công ty
- Resident Evil Zero: Tuân thủ tạo kỉ luật, kỉ luật tạo hợp nhất, hợp nhất sinh sức mạnh, sức mạnh là cuộc sống
- Trong phim Resident Evil: Apocalypse, khẩu hiệu được tóm gọn: Bản thân công việc là cuộc sống
- Đối với đoạn giới thiệu của phiên bản Resident Evil: The Umbrella Chronicles: Không gì là không thể, trong khi với bản chạy trên nền Wii: Duy trì sức khỏe cho mọi người.

## Sản phẩm

### Sản phẩm dành cho cộng đồng
Trong suốt loạt video game có đề cập đến vài sản phẩm liên quan đến việc chăm sóc sức khỏe không gây hại cho con người được xem là thành công:

Uspirim, một sản phẩm có công dụng tương tự Aspirin của Umbrella.

- Adravil: một loại thuốc giảm đau lấy cảm hứng từ sản phẩm Advil
- Safsprin: một trong số ba sản phẩm khác của Umbrella dành cho công chúng. Dựa trên Aspirin, có thể dùng cho vài loại bệnh thông dụng
- Uspirim: một sản phẩm khác dựa trên Aspirin, được giới thiệu bởi Alyssa Ashcroft trong đoạn cuối của Resident Evil: Outbreak
- Prospirm: một loại thuốc chống trầm cảm của Umbrella
- Aqua Cure: được xem như là một thành tựu của Umbrella, Aqua Cure là một loại hỗn hợp trị liệu ngoài da. Điển hình cho hợp chất này có thể kể đến là First Aid Spray, có vẻ như T-Virus được dùng như là thành phần chính do khả năng tái tạo các tế bào chết hay bị tổn thương
- Valifin: một loại thuốc được nhắc đến trong Resident Evil: Zero Hour của tiểu thuyết gia Stephani Danelle Perry, chủ yếu dùng cho việc trị bệnh suy tim ở trẻ em nhưng có vài tác dụng phụ đến thận
- First Aid Spray: sản phẩm xuất hiện xuyên suốt trong loạt video game Resident Evil, tác dụng chủ yếu cho các vết thương bên ngoài, được xem là đại diện của Aqua Cure
- Computers: xuất hiện khá nhiều trong video game, từ văn phòng đến mục đích phi lợi nhuận

Cùng rất nhiều các sản phẩm khác của Umbrella từ phần mềm máy tính đến vũ khí cùng thực phẩm và vô vàn thiết bị liên quan đến sinh vật học cũng như sản phẩm thẩm mỹ khác, các sản phẩm được dùng vào việc phục vụ cộng đồng

## Sản xuất vũ khí cá nhân
- Sporting Int. Magnum Custom Edition: một loại súng ngắn thừa hưởng những chức năng của Colt M1911-A1, IMI Desert Eagle và 50 Action Express, được nhắc đến trong Resident Evil 0
- Incinerator Unit: một loại súng phun lửa có tầm bắn khá rộng, xuất hiện trong Resident Evil 2, có vài tính năng giống như loại M4A1 Carbine
- Semi-Automatic Anti-Tank Rifle: một dạng súng ổ quay, có thể dùng phá hủy lớp vỏ mỏng của phương tiện cơ giới, xuất hiện trong Resident Evil 0
- Spark Shot: có khả năng gây sốc điện, chủ yếu dùng cho việc kiểm soát hoạt động của các sinh vật thí nghiệm, Resident Evil 2
- Mine Thrower: xuất hiện trong Resident Evil 3, sở hữu một loại đạn đặc biệt cho phép gắn kết vào cơ thể sinh vật và phát nổ để gây sát thương. Một phiên bản khác cũng xuất hiện trong Resident Evil 4, có một vài khác biệt so với phiên bản cũ như không dùng ổ đạn quay, không có khả năng định vị chuyển động, được bổ sung bởi ống ngắm laser nhằm tăng độ chính xác
- Elite Python: một loại súng khác được cải tiến từ khẩu Colt Python.357 Magnum, do Umbrella sản xuất
- Linear Launcher: xuất hiện trong Resident Evil Code X Veronica, một loại súng vác vai có sức công phá lớn nhờ tính năng dùng ‘đạn’ Plasma
- Charged Particle Rifle: một loại dụng cụ phóng hạt điện từ (hạt ion âm hoặc ion dương) dùng chế ngự các sinh vật sống bằng cơ chế sốc điện, hay có thể sử dụng cho việc vô hiệu hóa các thiết bị an ninh khác, xuất hiện Resident Evil Dead Aim

### Vũ khí sinh học B.O.W.

#### Sản phẩm từ T-Virus

##### NE-T virus

Umbrella đang kích hoạt chương trình Nemesis

Một chủng virus có cùng cấu trúc như T-Virus, nhưng được Umbrella cấu trúc hóa cho phù hợp với mục tiêu sản xuất Tyrant.
Nhằm làm tăng vị thế của mình trong lĩnh vực sản xuất vũ khí sinh học BOW, Umbrella giờ đây không chỉ cần những sản phẩm BOW mạnh mẽ hơn mà còn phải có khả năng nhận thức rõ nhiệm vụ để thực thi một cách linh hoạt hơn, nhưng điều này là nhược điểm đối với các sinh vật chủ của T-Virus.
Dự án được trao cho nhóm nghiên cứu Hoa Kỳ, do Tiến sĩ Birkin dẫn đầu, sẽ hướng đến mục tiêu tăng cường sức mạnh cho BOW, trong khi các khoa học gia châu Âu lại thích thú với việc tăng cường mức độ thông minh nhằm làm tăng tính linh hoạt cho BOW. Cả hai nhóm nghiên cứu sẽ cùng trao đổi ý tưởng cho việc cải thiện sức mạnh bộ não cho sinh vật chủ (vốn sẽ ảnh hưởng đến sức mạnh và trí thông minh của BOW). Việc này dẫn đến sự ra đời của chủng virus NE-T (Nemesis-Tyrant), được mong đợi sẽ có thể thực thi những mệnh lệnh đơn giản như "Săn đón" và "Tấn công", dầu vậy mức độ trí thông minh của sinh vật có vẻ như không thuyết phục cho loại nhiệm vụ này.
Với thất bại của sản phẩm đó - T-002, Umbrella đã đặt lại tên "Sự báo thù của Thượng đế" ("Goddess of Vengeance" - còn gọi là "Nemesis") cho dự án này của nhóm nghiên cứu châu Âu với quyết tâm tạo ra một loại vũ khí có khả năng chế ngự những nhân tố chống đối Umbrella - cụ thể là các thành viên STARS. Mục tiêu này được hoàn thành với sự ra đời mang tính đột phá của chủng BOW mang ký sinh NE-α, một loại phôi được tạo ra từ NE-T virus nhằm làm tăng cường độ hoạt động của não vật chủ.
Một loại sinh vật chủ khác của virus này cũng được biết đến với tên T-103, còn được gọi là Mr. X.

## Các khu nghiên cứu nổi tiếng

### Bắc Mỹ

Khu Arklay Research Facility.

- Arklay Research Facility: một khu nghiên cứu đặt ở gần khu sinh thái Raccoon City, được ngụy trang bằng tòa lâu đài xây theo kiến trúc của George Trevor. Phần nhiều các thí nghiệm liên quan đến T-Virus được tiến hành tại đây, bao gồm các sinh vật Tyrant. Bị phá hủy vào 1998 sau sự cố T-Virus bị lây lan
- Umbrella Research Center: được biến đến với tên Management Training Facility, được James Marcus tiếp quản cho nhiệm vụ huấn luyện nhân viên của Umbrella. Bị đóng cửa chính thức vào 1978 mặc dù sau đó Marcus còn tiến hành nhiều nghiên cứu tại đây đến 1998. Sau một cuộc điều tra ngắn 1998 tại đây, William Birkin cho tiến hành phá hủy khu vực này ngay sau đó
- Unnamed Chicago Research Facility: do John, được cho là bạn trai của Ada Wong, quản lý trước khi bị chuyển đến Arklay Research Facility. Một số buổi thuyết trình do William Birkin chủ trì thường diễn ra tại đây
- Raccoon City Underground Laboratory: được lập vào khoảng cuối những năm 1980, đây cũng là nơi mà G-Virus đã được William Birkin tổng hợp thành công
- Disposal Facility
- Raccoon City Corporate Headquarters: khu nghiên cứu chủ yếu dành cho thử nghiệm các vũ khí sinh học BOW, đây cũng là nơi cho chào đời một loại huyết thanh đặc biệt dùng chế ngự T-Virus
- Raccoon City Hospital: một khu vực do Umbrella kiểm soát được đặt ở tầng ngầm của bệnh viện thành phố Raccoon, cũng là nơi phát triển thành công vũ khí sinh học MA-124 Hunter
- Classified Research and Testing Facility: được xây tại nơi trước kia từng là Raccoon City. Một khu vực được Umbrella bảo vệ cẩn mật, chủ yếu dành cho thí nghiệm và nghiên cứu

### Các nơi khác
- Umbrella Russian Branch: được biết đến như là một cơ sở sau cùng của Umbrella, đặt ở Caucasus, phía nam nước Nga. Trước đây là một khu nhà máy hóa chất và được chuyển nhượng cho Umbrella sau khi Liên Bang Xô Viết sụp đổ. Là nơi đặt siêu máy tính U.M.F-103 lưu trữ phần lớn các dữ liệu nghiên cưú của Umbrella, được Sergei Vladimir điều hành đến năm 2003. Thành tựu đáng chú ý là Talos, một sản phẩm được cho là thành tựu lớn nhất của Umbrella
- Sheena Island: một đảo nhỏ ở châu Âu và là nơi vũ khí sinh học T-103 được sản xuất hàng loạt
- Umbrella Medical, Paris: là nơi Claire Redfield tìm cách xâm nhập vào để tìm tung tích anh trai, Chris Redfield, nhưng bị bắt bởi đội trưởng đội an ninh, Rodrigo Juan Raval. Đây cũng là nơi mà Morpheus Duvall đoạt được một mẫu sinh vật chứa T-Virus.
- Umbrella Europe Sixth Laboratory: chịu trách nhiệm cho phần phôi của NE-T (Nemesis Tyran), và sau đó là phiên bản hoàn chỉnh Nemesis
- Rockfort Island: nơi cư ngụ của Alfred Ashfort sau khi mua hòn đảo này và di tản những người sống ở đó. Đây cũng là nơi từng giam giữ Claire sau khi đột nhập thất bại vào một khu nghiên cứu Umbrella Medical ở Paris, ngoài ra nơi này còn sở hữu một phòng lab phục vụ cho việc nghiên cứu BOW đi kèm với khu huấn luyện đơn vị đặc nhiệm Umbrella Special Forces Unit và một sân bay
- Umbrella Antarctic Facility: do Alexander Ashfort lập nên nhằm phục vụ cho dự án mật mã Veronica. Sau đó cũng là nơi Alexia Ashfort dùng cho chương trình nghiên cứu Virus T-Veronica (hay còn gọi là T-Alexia)
- Umbrella Atlantic Facility: một khu nghiên cứu bỏ hoang được đặt ở một hòn đảo trên Đại Tây Dương. Chỉ biết rằng đây là cơ sở tiếp nhận các mẫu sinh vật không thành công, tuy nhiên cuối cùng bị đóng cửa mà không biết lý do. Đây còn là nơi nghiên cứu của thành viên trước đây là người điều hành Umbrella, Morpheus D. Duvall
- Umbrella UK Computing: một cơ sở lo về các thiết bị máy tính cho công việc nghiên cứu, đóng cửa sau sự cố Raccoon City

## Lực lượng bán quân sự

### Umbrella Special Forces/ Umbrella Security Service
Được nhắc đến đầu tiên trong Resident Evil 2, gồm một đội đặc nhiệm với tên Alpha Team tham gia vào nhiệm vụ lấy mẫu G-Virus, gián tiếp gây lây lan T-Virus trên diện rộng ở Raccoon City. Một nhóm khác mang tên Delta Team được phái đi nhằm tiêu hủy Eciptic Express sau khi xảy ra sự cố nhưng bị tấn công bởi các sinh vật bị nhiễm T-Virus. Delta Team đặt dưới sự chỉ đạo của Wesker và Birkin. Một nhân vật khác được nhắc đến trong Resident Evil Outbreak: File 2 tên Rodriguez cho biết cách thức hoạt động của U.S.F
Thông tin về U.S.F được nhắc đến nhiều hơn trong Resident Evil 3: Nemesis, một tài liệu đề cập đến dưới tên gọi ‘‘lực lượng bán quân sự chống khủng bố và bảo vệ nhân vật trọng yếu’’. Một chi tiết khác được đề cập đến trong Resident Evil Code: Veronica, U.S.F được huấn luyện ở cơ sở nghiên cứu Rockfort Island Facility
Xuất hiện trong phần mini-game của Resident Evil 2, Hunk, thành viên của U.S.F được phái đi để lấy G-Virus ở khu nghiên cứu ngầm dưới thành phố Raccoon. Dù chỉ đóng vai trò nhỏ trong loạt video game, Hunk cũng được xem như một trong các nhân vật nổi tiếng trong Resident Evil
Trang bị của Umbrella Special Forces Unit bao gồm trang phục đặc biệt cho quân đội như đồ chống đạn và mặt nạ phòng độc
Không giống như U.B.C.S, đơn vị chủ yếu dành cho các nhiệm vụ thông thường như cứu hộ, U.S.F. được đặc cách cho các nhiệm vụ có yêu cầu bảo mật cao và nhận lệnh trực tiếp từ các nhân vật đứng đầu Umbrella.

### Umbrella Biohazard Countermeasure Service

Biểu tượng của đơn vị U.B.C.S.

Được biết đến trong Resident Evil 3: Nemesis khi rất nhiều thành viên của nhóm được cử đến Raccoon City để ngăn chặn sự phát tán T-Virus nhưng thực ra là vật thí nghiệm để Umbrella lấy dữ liệu từ các cuộc đụng độ trực tiếp với vũ khí sinh học mới của Umbrella khi đó, Nemesis. Một thành viên trong số đó, Carlos Oliveira, cũng được xem như nhân vật chính của câu chuyện. U.B.C.S. cũng được nhắc đến trong Resident Evil Outbreak và Resident Evil: The Umbrella Chronicles
Thành lập bởi một cựu sĩ quan Xô Viết, Sergei Vladimir. Do đặc thù công việc, các thành viên U.B.C.S. chủ yếu là lính đánh thuê hay tội phạm chiến tranh được Umbrella tuyển dụng cho thích hợp với ‘’rắc rối gây ra từ sản phẩm phi pháp’’. Được trang bị sơ áo chống đạn và súng M4 Carbines.

### Monitor
Tổ chức giám sát tối mật Monitor lần đầu tiên được đề cập đến trong Resident Evil: The Umbrella Chronicles. Monitor là một cơ quan giám sát nội bộ, chủ yếu nhắm vào các nhân viên có các hoạt động có thể gây hại cho công ty Umbrella. Nhân viên của Monitor được cài đặt khắp các bộ phận trực thuộc và dưới hình thức nhân viên bình thường như bao người khác. Một vài trong số đó nằm trong U.B.C.S., điển hình là Nicholai Ginovaef. Ngoài nhiệm vụ theo dõi những người đồng cấp và hủy các chứng cứ từ các hoạt động phi pháp, Monitor cũng có thể thủ tiêu hay ám sát khi cần. Chỉ huy của tổ chức tối mật này được cho là Sergei Vladimir, một cựu chiến binh thời Xô Viết.

### Umbrella Trashsweepers Unit
Xuất hiện trong Resident Evil: Survivor, có bề ngoài như đơn vị U.S.F., là một loại vũ khí sinh học BOW, trừ nhân vật đứng đầu đơn vị, tất cả đều mang hình dạng người nhưng không có khả năng phát âm. Có thể phát ra âm thanh khi bị thương và cơ thể sẽ chuyển thành một loại dung dịch màu xanh khi chết. Nhiệm vụ chủ yếu là hủy chứng cứ thất thoát do tai nạn ngoài ý muốn hay tìm diệt kẻ sống sót. Trang bị áo vest chống đạn, đồng phục chiến đấu BDU và mặt nạ phòng độc. Được xem như Đơn vị robot chiến đấu đặc biệt do có khả năng tự hóa lỏng khi bị tiêu diệt nhằm tránh việc phát hiện sự tồn tại của bản thân.